# Candy Barr
Candy Barr, nacida Juanita Dale Slusher, (Edna, Texas, 6 de julio de 1935 – Victoria, Texas, 30 de diciembre de 2005) fue una estríper estadounidense, bailarina burlesca, y modelo en revistas de entretenimiento para adultos a mediados del siglo XX.
Durante los años 50 cosechó fama por su carrera como estríper en Dallas, Los Ángeles y Las Vegas; sus problemas con la justicia; dispararle a su segundo esposo; y ser condenada a prisión por posesión de drogas. También fueron conocidas sus relaciones con el gánster Mickey Cohen y con Jack Ruby.
Luego de pasar tres años en prisión, Candy Barr inició una nueva vida en el sur de Texas. A fin de los años 60 retomó brevemente su carrera de estríper, en 1975 posó para la revista de adultos Oui y luego se retiró.